# Pervenstvo Futbol'noj Nacional'noj Ligi 2019-2020
La Pervenstvo Futbol'noj Nacional'noj Ligi 2019-2020, nota anche come PFN Ligi 2019-2020 è stata la ventottesima edizione della seconda serie del campionato russo di calcio. Ha visto la vittoria finale del Rotor, promosso in Prem'er-Liga assieme al Chimki.
Il campionato è iniziato il 7 luglio 2019 ed è terminato il 15 maggio 2020, con la definitiva sospensione del torneo dovuta alla pandemia di COVID-19.

## Stagione

### Novità
Dalla PFN Ligi 2018-2019 sono state promosse in Prem'er-Liga il Tambov e il Soči. Dalla Prem'er-Liga sono retrocesse Anži ed Enisej.
Sono retrocesse in Vtoroj divizion il Baltika, il Fakel Voronež, il Sibir', lo Zenit-2 e il Tjumen'. Dalla Vtoroj divizion sono state promosse Sachalin, Čajka Pesčanopskoe, Torpedo Mosca e Tekstilščik Ivanovo.
A seguito della mancata concessione della licenza nazionale ad Anži e Sachalin, sono state successivamente ripescate Baltika e Fakel Voronež.

### Formula
Le 20 squadre si affrontano in un girone all'italiana con partite di andata e ritorno, per un totale di 38 giornate. Le prime due classificate vengono promosse direttamente in Prem'er-Liga, mentre le ultime cinque classificate retrocedono in Pervenstvo Professional'noj Futbol'noj Ligi. La terza e la quarta classificata giocano uno spareggio promozione/retrocessione contro terzultima e quartultima di Prem'er-Liga. Le squadre formazioni riserve di club di massima serie non possono essere promosse.
In seguito alla pandemia di COVID-19, che ha portato alla temporanea interruzione della Prem'er-Liga e alla sospensione definitiva della PFL Ligi, gli spareggi promozione/retrocessione sono stati cancellati.

## Squadre partecipanti
| Squadra             | Stagione | Città           | Stadio                  | Stagione precedente                               |
| ------------------- | -------- | --------------- | ----------------------- | ------------------------------------------------- |
| Armavir             | dettagli | Armavir         | Stadio Junost'          | 15º posto in PFN Ligi                             |
| Avangard Kursk      | dettagli | Kursk           | Stadio Trudovye rezervy | 8º posto in PFN Ligi                              |
| Baltika             | dettagli | Kaliningrad     | Arena Baltika           | 16º posto in PFN Ligi                             |
| Čajka Pesčanopskoe  | dettagli | Pesčanokopskoe  | Stadio Centrale         | 1º posto nel girone sud di Pervenstvo PFL         |
| Čertanovo           | dettagli | Mosca           | Arena Čertanovo         | 5º posto in PFN Ligi                              |
| Chimki              | dettagli | Chimki          | Stadio Rodina           | 9º posto in PFN Ligi                              |
| Enisej              | dettagli | Krasnojarsk     | Stadio Centrale         | 16º posto in Prem'er-Liga                         |
| Fakel Voronež       | dettagli | Voronež         | Tsentralnyi Profsoyuz   | 17º posto in PFN Ligi                             |
| Krasnodar-2         | dettagli | Krasnodar       | Stadio Kuban'           | 10º posto in PFN Ligi                             |
| Luč Vladivostok     | dettagli | Vladivostok     | Stadio Dinamo           | 13º posto in PFN Ligi                             |
| Mordovija           | dettagli | Saransk         | Mordovia Arena          | 12º posto in PFN Ligi                             |
| Neftechimik         | dettagli | Nižnekamsk      | Stadio Neftechimik      | 1º posto nel girone Urali-Volga di Pervenstvo PFL |
| Nižnij Novgorod     | dettagli | Nižnij Novgorod | Stadio Nižnij Novgorod  | 4º posto in PFN Ligi                              |
| Rotor               | dettagli | Volgograd       | Volgograd Arena         | 11º posto in PFN Ligi                             |
| Šinnik              | dettagli | Jaroslavl'      | Stadio Šinnik           | 6º posto in PFN Ligi                              |
| SKA-Chabarovsk      | dettagli | Chabarovsk      | Stadio Lenin            | 7º posto in PFN Ligi                              |
| Spartak-2 Mosca     | dettagli | Mosca           | Accademia Spartak       | 14º posto in PFN Ligi                             |
| Tekstilščik Ivanovo | dettagli | Ivanovo         | Stadio Tekstilščik      | 1º posto nel girone ovest di Pervenstvo PFL       |
| Tom' Tomsk          | dettagli | Tomsk           | Stadio Trud             | 3º posto in PFN Ligi                              |
| Torpedo Mosca       | dettagli | Mosca           | Stadio Ėduard Strel'cov | 1º posto nel girone centro di Pervenstvo PFL      |

## Classifica finale
|  | Pos. | Squadra             | Pt | G  | V  | N  | P  | GF | GS | DR  |
|  | ---- | ------------------- | -- | -- | -- | -- | -- | -- | -- | --- |
|  | 1.   | Rotor               | 56 | 27 | 17 | 5  | 5  | 41 | 21 | +20 |
|  | 2.   | Chimki              | 54 | 27 | 16 | 6  | 5  | 50 | 19 | +31 |
|  | 3.   | Čertanovo           | 54 | 27 | 15 | 9  | 3  | 37 | 19 | +18 |
|  | 4.   | Torpedo Mosca       | 53 | 27 | 16 | 5  | 6  | 39 | 25 | +14 |
|  | 5.   | Neftechimik         | 48 | 27 | 13 | 9  | 5  | 38 | 25 | +13 |
|  | 6.   | SKA-Chabarovsk      | 43 | 27 | 12 | 7  | 8  | 42 | 30 | +12 |
|  | 7.   | Baltika             | 43 | 27 | 12 | 7  | 8  | 34 | 23 | +11 |
|  | 8.   | Šinnik              | 43 | 27 | 12 | 7  | 8  | 43 | 35 | +8  |
|  | 9.   | Tom' Tomsk          | 39 | 27 | 10 | 9  | 8  | 32 | 26 | +6  |
|  | 10.  | Čajka Pesčanopskoe  | 38 | 27 | 10 | 8  | 9  | 31 | 29 | +2  |
|  | 11.  | Nižnij Novgorod     | 36 | 27 | 9  | 9  | 9  | 28 | 29 | -1  |
|  | 12.  | Armavir             | 30 | 27 | 7  | 9  | 11 | 23 | 29 | -6  |
|  | 13.  | Avangard Kursk      | 29 | 27 | 5  | 14 | 8  | 29 | 39 | -10 |
|  | 14.  | Enisej              | 28 | 27 | 7  | 7  | 13 | 23 | 40 | -17 |
|  | 15.  | Krasnodar-2         | 28 | 27 | 6  | 10 | 11 | 32 | 34 | -2  |
|  | 16.  | Luč Vladivostok     | 27 | 27 | 6  | 9  | 12 | 28 | 40 | -12 |
|  | 17.  | Spartak-2 Mosca     | 26 | 27 | 6  | 8  | 13 | 38 | 45 | -7  |
|  | 18.  | Tekstilščik Ivanovo | 19 | 27 | 5  | 4  | 18 | 25 | 52 | -27 |
|  | 19.  | Fakel Voronež       | 19 | 27 | 4  | 7  | 16 | 14 | 44 | -30 |
|  | 20.  | Mordovija           | 19 | 27 | 4  | 7  | 16 | 21 | 44 | -23 |

Legenda:
      Promossa in Prem'er-Liga 2020-2021.
      Retrocessa in Pervenstvo Professional'noj Futbol'noj Ligi 2020-2021.
Note:
Tre punti a vittoria, uno a pareggio, zero a sconfitta.

## Risultati
|                     | ROT  | CHI  | CER  | TOM  | NDEF | SKC  | BAL  | SIN  | TOT  | CAI  | NIN  | ARM  | AVK  | ENI  | KR2  | LUV  | S2M  | TEI  | FAV  | MOR  |
| Rotor               | –––– | 1-1  | 1-1  | 0-2  | 1-1  | 5-3  | –––– | 2-3  | 2-0  | –––– | 2-1  | –––– | –––– | 2-1  | 0-0  | 2-0  | –––– | 3-2  | 2-0  | –––– |
| Chimki              | 0-2  | –––– | 3-1  | –––– | 3-2  | –––– | 0-1  | –––– | 3-0  | 1-0  | –––– | 1-0  | 3-0  | 4-0  | 3-0  | –––– | 1-0  | 2-1  | –––– | 4-0  |
| Čertanovo           | 1-0  | 0-0  | –––– | –––– | 2-2  | 1-0  | 3-1  | 0-1  | 1-1  | –––– | –––– | –––– | –––– | 2-1  | 1-2  | –––– | 2-2  | 1-0  | 4-0  | 3-0  |
| Torpedo Mosca       | –––– | 1-0  | 0-1  | –––– | –––– | 2-1  | 2-0  | 2-0  | 2-1  | 2-1  | 0-2  | 2-1  | 3-1  | 2-0  | 2-1  | 0-2  | –––– | 3-1  | –––– | 2-2  |
| Neftechimik         | 1-2  | 2-2  | –––– | 1-0  | –––– | 2-2  | –––– | 2-2  | –––– | –––– | 1-1  | 2-1  | 1-1  | 1-0  | 1-0  | 1-1  | –––– | 1-2  | 1-0  | –––– |
| SKA-Chabarovsk      | –––– | 1-1  | 0-0  | 0-1  | –––– | –––– | 2-0  | 1-2  | 1-1  | 3-2  | 2-0  | 3-0  | 1-0  | 2-0  | –––– | –––– | 3-0  | –––– | 1-0  | 1-2  |
| Baltika             | 2-1  | –––– | 1-2  | 1-1  | 1-0  | 1-0  | –––– | –––– | –––– | 0-1  | 2-1  | 2-0  | –––– | –––– | 4-1  | 0-0  | 0-1  | –––– | 3-0  | 0-2  |
| Šinnik              | 0-1  | 0-1  | –––– | –––– | –––– | –––– | 0-2  | –––– | 2-1  | 2-3  | 1-3  | 1-1  | 1-3  | 0-0  | –––– | 3-1  | 3-2  | 3-0  | –––– | 1-0  |
| Tom' Tomsk          | 0-1  | 0-0  | –––– | –––– | 0-1  | –––– | 0-0  | –––– | –––– | 3-1  | –––– | 2-0  | 2-0  | 0-0  | 2-1  | 4-0  | 2-2  | 2-1  | –––– | 2-0  |
| Čajka               | 2-1  | –––– | 0-1  | –––– | 0-2  | 0-2  | 1-0  | –––– | –––– | –––– | 0-0  | 1-0  | 1-1  | –––– | 1-1  | 1-1  | 2-1  | 3-0  | 0-1  | 3-1  |
| Nižnij Novgorod     | –––– | 1-0  | 0-0  | 2-1  | 0-1  | 1-1  | 0-0  | 1-3  | 0-2  | 1-2  | –––– | 1-0  | 1-1  | 1-3  | –––– | –––– | 2-2  | –––– | 2-1  | –––– |
| Armavir             | 0-0  | –––– | 1-1  | 2-1  | 0-2  | –––– | 1-1  | 0-1  | 1-1  | 2-1  | –––– | –––– | –––– | –––– | 2-1  | 0-0  | 1-1  | 2-0  | 1-0  | 0-0  |
| Avangard Kursk      | 0-3  | 0-3  | 0-1  | 2-2  | 1-0  | –––– | 0-0  | 2-2  | 3-2  | 1-1  | –––– | 2-1  | –––– | –––– | 1-1  | –––– | 2-2  | 2-1  | –––– | 2-2  |
| Enisej              | 0-3  | 1-0  | 0-2  | –––– | 2-2  | –––– | 2-2  | 1-3  | 3-0  | 1-3  | –––– | 1-1  | 1-1  | –––– | 0-1  | –––– | 1-0  | –––– | –––– | 2-1  |
| Krasnodar-2         | 0-1  | 2-2  | 1-2  | –––– | –––– | 2-2  | –––– | 2-2  | 0-1  | –––– | 2-2  | –––– | 1-0  | 4-0  | –––– | 1-2  | –––– | 1-1  | 0-0  | –––– |
| Luč Vladivostok     | –––– | 2-5  | 0-1  | 0-1  | 0-2  | 0-2  | –––– | 2-1  | 1-1  | 1-1  | 0-0  | –––– | 2-2  | 0-1  | 1-1  | –––– | 2-4  | –––– | 3-0  | –––– |
| Spartak-2 Mosca     | 0-1  | –––– | –––– | 2-3  | 0-3  | 2-2  | –––– | –––– | –––– | –––– | 2-0  | 1-3  | 1-1  | 2-0  | 0-3  | 0-2  | –––– | 1-2  | 7-2  | 2-0  |
| Tekstilščik Ivanovo | 0-1  | 1-4  | –––– | 0-0  | 1-2  | 3-1  | 1-5  | 1-1  | 0-2  | –––– | 0-2  | –––– | –––– | 0-1  | 1-0  | 4-3  | 1-1  | –––– | 1-4  | –––– |
| Fakel Voronež       | –––– | 0-3  | 0-0  | 0-1  | –––– | 0-2  | 1-2  | 0-4  | 0-0  | 0-0  | 0-2  | 0-2  | 0-0  | 1-1  | –––– | 1-0  | –––– | –––– | –––– | 2-1  |
| Mordovija           | 0-1  | –––– | 2-3  | 1-1  | 0-1  | 2-3  | 0-3  | 1-1  | –––– | 0-0  | 0-1  | –––– | –––– | –––– | 0-3  | 1-2  | 1-0  | 1-0  | 1-1  | –––– |
| ------------------- | ---- | ---- | ---- | ---- | ---- | ---- | ---- | ---- | ---- | ---- | ---- | ---- | ---- | ---- | ---- | ---- | ---- | ---- | ---- | ---- |

## Statistiche

### Classifica marcatori
| Gol |  |  | Giocatore          | Squadra                       |
| --- |  |  | ------------------ | ----------------------------- |
| 14  |  |  | Aleksandr Rudenko  | Spartak-2 Mosca/Torpedo Mosca |
| 14  |  |  | Ivan Sergeev       | Torpedo Mosca                 |
| 11  |  |  | Michail Markin     | Baltika                       |
| 11  |  |  | German Onugcha     | Krasnodar-2                   |
| 11  |  |  | Denis Makarov      | Neftechimik                   |
| 11  |  |  | Merabi Uridia      | Neftechimik                   |
| 11  |  |  | Merabi Uridia      | Neftechimik                   |
| 10  |  |  | Vladislav Sarveli  | Čertanovo                     |
| 10  |  |  | Sergej Samodin     | Šinnik                        |
| 9   |  |  | Muchammad Sultonov | Rotor                         |
| 9   |  |  | Eldar Nizamutdinov | Šinnik                        |
| 9   |  |  | Adlan Kacaev       | SKA-Chabarovsk                |